# بخش‌های دپارتمان کانتل
بخش‌های دپارتمان کانتل (انگلیسی: Arrondissements of the Cantal department) شامل ۳ بخش به شرح زیر است:
1. بخش اوری‌یک با ۹۴ کمون (فرانسه) و جمعیت ۸۲ هزار نفر در سال ۲۰۱۳ می‌باشد.
2. بخش موریا با ۵۵ کمون (فرانسه) و جمعیت ۲۶ هزار نفر در سال ۲۰۱۳ می‌باشد.
3. بخش سن-فلور با ۹۸ کمون (فرانسه) و جمعیت ۳۸ هزار نفر در سال ۲۰۱۳ می‌باشد.